# Wicked Game
Wicked Game is een nummer van de Amerikaanse zanger en gitarist Chris Isaak. Het nummer verscheen op zijn album Heart Shaped World uit 1989. Op 8 november 1990 werd het nummer uitgebracht als de tweede single van het album.

## Achtergrond
"Wicked Game" is een rustig nummer over een onbeantwoorde liefde. Het was in eerste instantie geen hit. Dat gebeurde pas nadat David Lynch het nummer gebruikte in zijn film Wild at Heart. Lee Chesnut, een medewerker van een radiostation in Atlanta, was een groot fan van de films van Lynch en begon het nummer te draaien in zijn programma's. In januari 1991 behaalde het nummer de top 10 in de Verenigde Staten, met de zesde plaats als hoogste positie, waarmee hij zijn eerste hit in zijn thuisland scoorde.
In Nederland was de plaat op vrijdag 11 januari 1991 Veronica Alarmschijf op Radio 3 en werd een grote hit. De plaat bereikte de 5e positie in de Nederlandse Top 40 en de Nationale Top 100. In België bereikte de plaat de nummer 1-positie in de Vlaamse Ultratop 50 en de Radio 2 Top 30.

## Videoclip
Er zijn twee videoclips gemaakt voor "Wicked Game". De eerste videoclip werd geregisseerd door Lynch ter promotie van Wild at Heart. De tweede clip werd veel bekender; deze versie werd opgenomen op het eiland Hawaï op het Kamoamoa-strand nabij het Hawaii Volcanoes National Park. In deze versie is Isaak met topmodel Helena Christensen te zien terwijl zij over het strand rollen. Isaak en Christensen droegen tijdens de video, die in zwart-wit werd opgenomen, grotendeels geen shirt, waarbij de naaktheid van Christensen werd weggewerkt door het gebruiken van andere camerastandpunten. Deze video werd geregisseerd door Herb Ritts. Niet lang na de opnames van deze videoclip werd het strand bedolven onder lava. Op de MTV Video Music Awards 1991 won de videoclip de pijzen voor "Best Male Video", "Best Cinematography" en "Best Video from a Film".

## Covers
"Wicked Game" is diverse malen gecoverd. In 1998 betekende het de nationale doorbraak van de Finse metalband HIM. In 2011 coverde de classical crossover-groep Il Divo het nummer voor het gelijknamige album Wicked Game. In 2012 werd het nummer gecoverd door singer-songwriter Gemma Hayes voor de televisieserie Pretty Little Liars. In 2013 werd de bekendste cover uitgebracht; de Duitse houseproducer Parra for Cuva en zangeres Anna Naklab brachten het nummer uit onder de naam "Wicked Games" en werd een wereldwijde hit; zo behaalde het de zesde plaats in het Verenigd Koninkrijk en de vijfde plaats in Nederland. Andere artiesten die het nummer coverden, waren onder anderen R.E.M., Tangerine Dream, Milk Inc., London Grammar, Corey Taylor en Three Days Grace. Artiesten als Maroon 5, Daughtry en P!nk brachten het nummer live ten gehore. Bloodhound Gang parodieerde de videoclip in hun eigen videoclip voor "Screwing You on the Beach at Night".

## Hitnoteringen

### Chris Isaak

#### Nederlandse Top 40
| Hitnotering: 19-01-1991 t/m 06-04-1991 | Hitnotering: 19-01-1991 t/m 06-04-1991 | Hitnotering: 19-01-1991 t/m 06-04-1991 | Hitnotering: 19-01-1991 t/m 06-04-1991 | Hitnotering: 19-01-1991 t/m 06-04-1991 | Hitnotering: 19-01-1991 t/m 06-04-1991 | Hitnotering: 19-01-1991 t/m 06-04-1991 | Hitnotering: 19-01-1991 t/m 06-04-1991 | Hitnotering: 19-01-1991 t/m 06-04-1991 | Hitnotering: 19-01-1991 t/m 06-04-1991 | Hitnotering: 19-01-1991 t/m 06-04-1991 | Hitnotering: 19-01-1991 t/m 06-04-1991 | Hitnotering: 19-01-1991 t/m 06-04-1991 | Hitnotering: 19-01-1991 t/m 06-04-1991 |
| Week                                   | 1                                      | 2                                      | 3                                      | 4                                      | 5                                      | 6                                      | 7                                      | 8                                      | 9                                      | 10                                     | 11                                     | 12                                     |                                        |
| -------------------------------------- | -------------------------------------- | -------------------------------------- | -------------------------------------- | -------------------------------------- | -------------------------------------- | -------------------------------------- | -------------------------------------- | -------------------------------------- | -------------------------------------- | -------------------------------------- | -------------------------------------- | -------------------------------------- | -------------------------------------- |
| Nummer                                 | 30                                     | 20                                     | 13                                     | 8                                      | 5                                      | 5                                      | 6                                      | 9                                      | 12                                     | 21                                     | 28                                     | 37                                     | uit                                    |

#### Nationale Top 100
| Hitnotering: 10-01-1991 t/m 18-04-1991 | Hitnotering: 10-01-1991 t/m 18-04-1991 | Hitnotering: 10-01-1991 t/m 18-04-1991 | Hitnotering: 10-01-1991 t/m 18-04-1991 | Hitnotering: 10-01-1991 t/m 18-04-1991 | Hitnotering: 10-01-1991 t/m 18-04-1991 | Hitnotering: 10-01-1991 t/m 18-04-1991 | Hitnotering: 10-01-1991 t/m 18-04-1991 | Hitnotering: 10-01-1991 t/m 18-04-1991 | Hitnotering: 10-01-1991 t/m 18-04-1991 | Hitnotering: 10-01-1991 t/m 18-04-1991 | Hitnotering: 10-01-1991 t/m 18-04-1991 | Hitnotering: 10-01-1991 t/m 18-04-1991 | Hitnotering: 10-01-1991 t/m 18-04-1991 | Hitnotering: 10-01-1991 t/m 18-04-1991 | Hitnotering: 10-01-1991 t/m 18-04-1991 | Hitnotering: 10-01-1991 t/m 18-04-1991 |
| Week                                   | 1                                      | 2                                      | 3                                      | 4                                      | 5                                      | 6                                      | 7                                      | 8                                      | 9                                      | 10                                     | 11                                     | 12                                     | 13                                     | 14                                     | 15                                     |                                        |
| -------------------------------------- | -------------------------------------- | -------------------------------------- | -------------------------------------- | -------------------------------------- | -------------------------------------- | -------------------------------------- | -------------------------------------- | -------------------------------------- | -------------------------------------- | -------------------------------------- | -------------------------------------- | -------------------------------------- | -------------------------------------- | -------------------------------------- | -------------------------------------- | -------------------------------------- |
| Positie                                | 62                                     | 40                                     | 17                                     | 10                                     | 8                                      | 6                                      | 5                                      | 5                                      | 10                                     | 18                                     | 27                                     | 36                                     | 51                                     | 64                                     | 86                                     | uit                                    |

#### NPO Radio 2 Top 2000
| Nummer met noteringen in de NPO Radio 2 Top 2000 | '03  | '04 | '05 | '06 | '07 | '08  | '09 | '10 | '11 | '12 | '13 | '14 | '15 | '16 | '17 | '18 | '19 | '20 | '21 | '22 | '23 | '24 |
| ------------------------------------------------ | ---- | --- | --- | --- | --- | ---- | --- | --- | --- | --- | --- | --- | --- | --- | --- | --- | --- | --- | --- | --- | --- | --- |
| Wicked Game                                      | 1577 | 573 | -   | 843 | 830 | 1059 | 970 | 995 | 889 | 927 | 514 | 750 | 721 | 588 | 417 | 445 | 477 | 472 | 500 | 416 | 374 | 339 |

1. ↑  Een '-' betekent dat het nummer niet was genoteerd en een vetgedrukt getal geeft de hoogste notering aan.
2. ↑  2003 was het eerste jaar met een notering voor dit nummer.

### Parra for Cuva & Anna Naklab

#### Nederlandse Top 40
| Hitnotering: 26-10-2013 t/m 22-02-2014 | Hitnotering: 26-10-2013 t/m 22-02-2014 | Hitnotering: 26-10-2013 t/m 22-02-2014 | Hitnotering: 26-10-2013 t/m 22-02-2014 | Hitnotering: 26-10-2013 t/m 22-02-2014 | Hitnotering: 26-10-2013 t/m 22-02-2014 | Hitnotering: 26-10-2013 t/m 22-02-2014 | Hitnotering: 26-10-2013 t/m 22-02-2014 | Hitnotering: 26-10-2013 t/m 22-02-2014 | Hitnotering: 26-10-2013 t/m 22-02-2014 | Hitnotering: 26-10-2013 t/m 22-02-2014 | Hitnotering: 26-10-2013 t/m 22-02-2014 | Hitnotering: 26-10-2013 t/m 22-02-2014 | Hitnotering: 26-10-2013 t/m 22-02-2014 | Hitnotering: 26-10-2013 t/m 22-02-2014 | Hitnotering: 26-10-2013 t/m 22-02-2014 | Hitnotering: 26-10-2013 t/m 22-02-2014 | Hitnotering: 26-10-2013 t/m 22-02-2014 | Hitnotering: 26-10-2013 t/m 22-02-2014 | Hitnotering: 26-10-2013 t/m 22-02-2014 |
| Week                                   | 1                                      | 2                                      | 3                                      | 4                                      | 5                                      | 6                                      | 7                                      | 8                                      | 9                                      | 10                                     | 11                                     | 12                                     | 13                                     | 14                                     | 15                                     | 16                                     | 17                                     | 18                                     |                                        |
| -------------------------------------- | -------------------------------------- | -------------------------------------- | -------------------------------------- | -------------------------------------- | -------------------------------------- | -------------------------------------- | -------------------------------------- | -------------------------------------- | -------------------------------------- | -------------------------------------- | -------------------------------------- | -------------------------------------- | -------------------------------------- | -------------------------------------- | -------------------------------------- | -------------------------------------- | -------------------------------------- | -------------------------------------- | -------------------------------------- |
| Nummer                                 | 37                                     | 23                                     | 6                                      | 6                                      | 6                                      | 6                                      | 5                                      | 5                                      | 9                                      | 12                                     | 15                                     | 15                                     | 16                                     | 16                                     | 17                                     | 18                                     | 23                                     | 31                                     | uit                                    |

#### Single Top 100
| Hitnotering: 12-10-2013 t/m 05-04-2014 | Hitnotering: 12-10-2013 t/m 05-04-2014 | Hitnotering: 12-10-2013 t/m 05-04-2014 | Hitnotering: 12-10-2013 t/m 05-04-2014 | Hitnotering: 12-10-2013 t/m 05-04-2014 | Hitnotering: 12-10-2013 t/m 05-04-2014 | Hitnotering: 12-10-2013 t/m 05-04-2014 | Hitnotering: 12-10-2013 t/m 05-04-2014 | Hitnotering: 12-10-2013 t/m 05-04-2014 | Hitnotering: 12-10-2013 t/m 05-04-2014 | Hitnotering: 12-10-2013 t/m 05-04-2014 | Hitnotering: 12-10-2013 t/m 05-04-2014 | Hitnotering: 12-10-2013 t/m 05-04-2014 | Hitnotering: 12-10-2013 t/m 05-04-2014 | Hitnotering: 12-10-2013 t/m 05-04-2014 |
| Week                                   | 1                                      | 2                                      | 3                                      | 4                                      | 5                                      | 6                                      | 7                                      | 8                                      | 9                                      | 10                                     | 11                                     | 12                                     | 13                                     | 14                                     |
| -------------------------------------- | -------------------------------------- | -------------------------------------- | -------------------------------------- | -------------------------------------- | -------------------------------------- | -------------------------------------- | -------------------------------------- | -------------------------------------- | -------------------------------------- | -------------------------------------- | -------------------------------------- | -------------------------------------- | -------------------------------------- | -------------------------------------- |
| Positie                                | 72                                     | 41                                     | 49                                     | 11                                     | 6                                      | 8                                      | 14                                     | 13                                     | 12                                     | 17                                     | 22                                     | 25                                     | 19                                     | 20                                     |
| Week                                   | 15                                     | 16                                     | 17                                     | 18                                     | 19                                     | 20                                     | 21                                     | 22                                     | 23                                     | 24                                     | 25                                     | 26                                     |                                        |                                        |
| Positie                                | 22                                     | 21                                     | 28                                     | 40                                     | 54                                     | 51                                     | 51                                     | 78                                     | 83                                     | 78                                     | 83                                     | 92                                     | uit                                    |                                        |